# Brucker Ersatzstraße
Die B 335 – Brucker Ersatzstraße war wie die anderen ehemaligen Bundesstraßen eine Landesstraße im österreichischen Bundesland Steiermark. Sie war bis zur Verkehrsfreigabe des Nordabschnittes der Brucker Schnellstraße (S 35) im Juni 2010 die Hauptverbindung zwischen Bruck an der Mur und ASt. Mixnitz an der S 35. Sie umfasst Teile der alten Grazer Straße durch das Murdurchbruchstal.
Die Straße führt östlich der S 35 durch eine Grünbrücke, dann über die ca. 950 m lange Uferbrücke Stausee vorbei am Nord- und Südportal des Tunnel Kaltenbach, umfährt das Siedlungsgebiet von Kirchdorf/Pernegg, quert beim Südportal des Tunnels Kirchdorf die S35 und verläuft westlich der Schnellstraße bis zum Kreisverkehr der Anschlussstelle Mixnitz bei Traföß, unterquert nochmals die S 35, verläuft wieder entlang dieser entlang und überquert bei Mixnitz den Werkskanal und verläuft neben diesem bis Röthelstein.
Nach der Fertigstellung der Schnellstraße wurde sie zur L121 Brucker Begleitstraße zurückgestuft, diese führt weiter über Frohnleiten bis Deutschfeistritz, wo sie in die B67 mündet (Straßen-Kilometer 36,115).
Nominell beginnt diese Straße als Stadtwaldstraße an der B116 beim Kreisverkehr mit der B116a und ist die Zufahrt der Häuser südlich des Brucker S6-Knotens.
Es wurde auch sukzessive mit dem Rückbau der Trasse begonnen: Ein Teilstück (S6-Anschlussstelle – Schweizgraben) wurde bei Bruck für Einöd erhalten. Die Umfahrung Kirchdorf wurde abgerissen, damit die Ortsteile Kirchdorf/Pernegg wieder zusammenwachsen können, dort bildet sie eine 3 km lange Ortsdurchfahrt. Den Rest des Verlaufs bleibt sie als Trasse direkt neben der S35 erhalten, und bildet den örtlichen Zufahrtsweg mit Umgehung der Tunnel und einige Anschlussstellen.
Sie bildet weiteres auch die Ortsdurchfahrt Röthelstein, die Hauptstraße von Frohnleiten und die Zufahrt Pichelhof–Ungersdorf und Schrauding. Zwischen Badl und Mautbichl befindet sich die denkmalgeschützte Badlwandgalerie. Dann passiert sie Obertrumm (Lurgrotte und Zementwerk) und durchquert Peggau, und führt die letzten Kilometer auf der anderen Murseite entlang. Ab der S6/A9-Anschlussstelle Deutschfeistritz-Peggau ist dann wieder eine höherrange Landesstraße B ausgewiesen.
| B335 | Die Brucker Ersatzstraße befand sich wie die anderen ehemaligen Bundesstraßen in der Bundesverwaltung. Seit dem 1. April 2002 steht sie unter Landesverwaltung und führt zwar das B in der Nummer weiterhin, nicht aber die Bezeichnung Bundesstraße. |